# Arthur Nortmann
Arthur Felix Nortmann, auch unter Artur Nortmann geführt (* 30. Mai 1905 in Charlottenburg; † 24. Mai 1963 in Berlin) war ein deutscher Maler und Filmarchitekt.

## Leben
Nortmann, ein Sohn des Schlossers Alexander Nortmann und seiner Frau Auguste Furkert, besuchte die Volksschule und erhielt anschließend eine Ausbildung zum Maler. Diesen Beruf übte er ab 1922 aus, seit 1924 auch beim Film. Abgesehen von einer vereinzelten Arbeit als Zuarbeiter für Julius von Borsody bei einem Film von 1930 konnte Nortmann erst während des Zweiten Weltkriegs regelmäßig als Filmarchitekt wirken. Seine erste Arbeit war 1940 die eines Ausstatters beim Ohm Krüger-Propagandafilm, anschließend arbeitete er meist mit berühmteren Kollegen wie Hermann Warm zusammen. 
Nach dem Ende seiner Tätigkeit beim Film machte er sich um das Werk von George Grosz verdient und wurde als dessen Nachlassverwalter bestellt. Nortmann wohnte zuletzt in Berlin-Schöneberg, wo er 1963 auch starb.

## Filmografie
- 1930: Ein Mädel von der Reeperbahn
- 1941: Ohm Krüger
- 1941: Menschen im Sturm
- 1942: Die Entlassung
- 1942: Meine Freundin Josefine
- 1942: Floh im Ohr
- 1942/44: Philharmoniker
- 1943: Ein schöner Tag
- 1943/47: Jugendliebe